# Kościół św. Anny i św. Jadwigi Śląskiej w Dębskiej Kuźni
Kościół św. Anny i św. Jadwigi Śląskiej – rzymskokatolicki kościół parafialny położony przy ulicy Wiejskiej 43 A w Dębskiej Kuźni. Świątynia należy do parafii św. Anny i św. Jadwigi Śląskiej w Dębskiej Kuźni w dekanacie Ozimek, diecezji opolskiej.

## Historia kościoła
Kościół został wybudowany, według projektu architekta Jana Kotuli w latach 1978–1981. Konsekracja miała miejsce 18 października 1981 roku, której dokonał arcybiskup Alfons Nossol.
W 1981 roku powstał również nowy cmentarz oraz kaplica cmentarna.